# Dreifaltigkeitskapelle (Schleckheim)

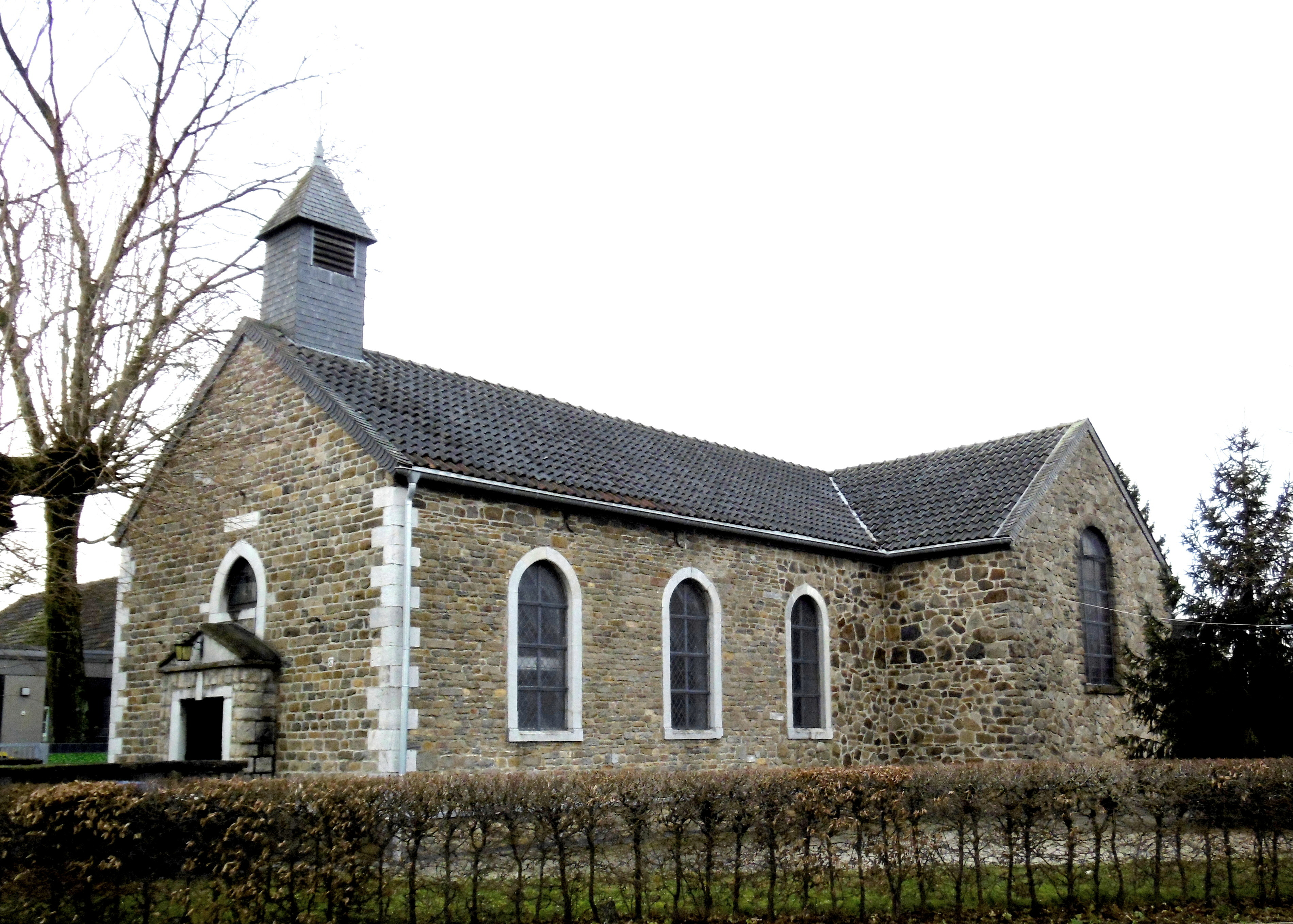
Dreifaltigkeitskapelle

Die Dreifaltigkeitskapelle in Schleckheim, einer Ortschaft im Aachener Stadtbezirk Kornelimünster/Walheim, ist ein katholisches Kirchengebäude. Sie wurde im Jahr 1646 auf den Fundamenten einer älteren Vorgängerkapelle neu errichtet und der heiligen Dreifaltigkeit geweiht sowie in den 1990er-Jahren unter Denkmalschutz gestellt. Die Kapelle ist im Besitz der selbständigen Kapellengemeinde Schleckheim, die der Pfarre St. Rochus in Oberforstbach angeschlossen ist und seit 1976 zum Pfarrverbund der GdG Aachen-Kornelimünster/Roetgen gehört. 

## Geschichte

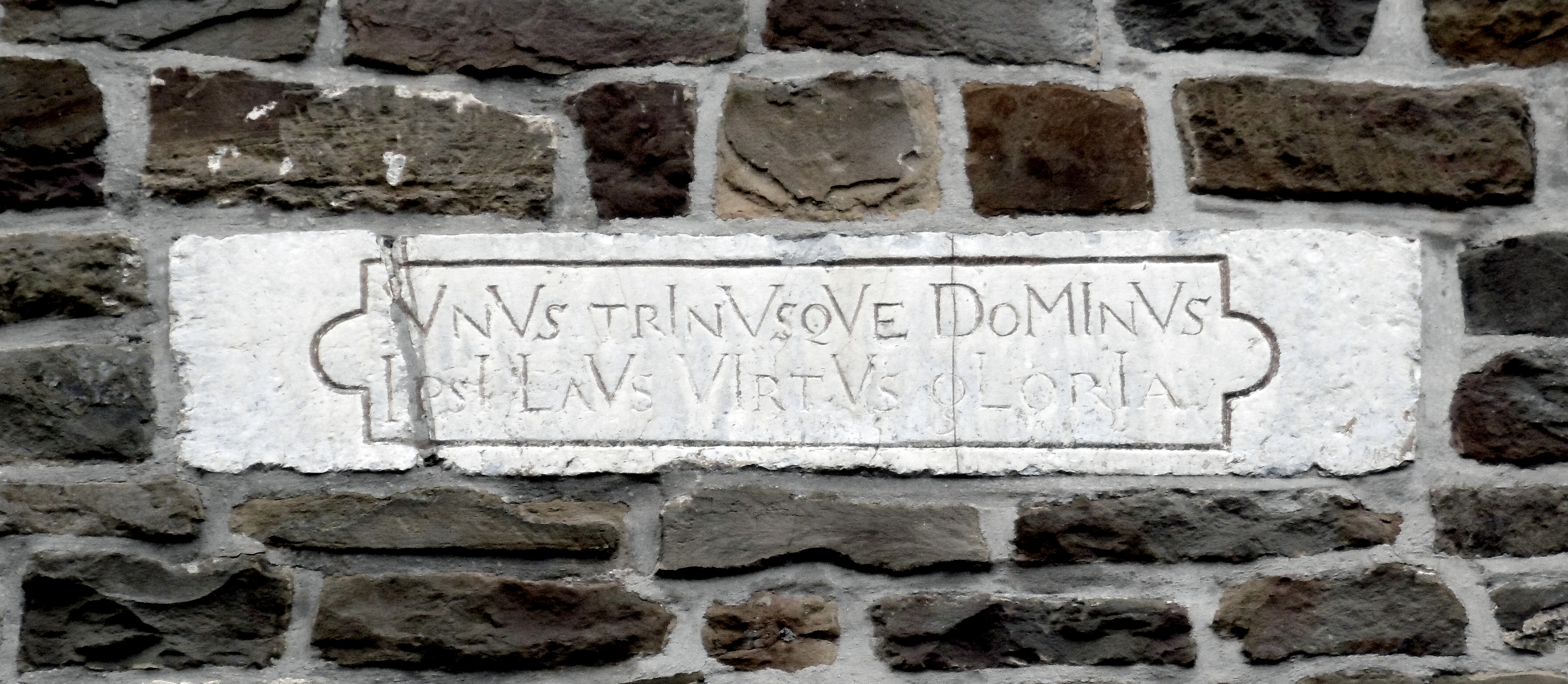
Chronogrammstein

Bereits zu Beginn der Frühen Neuzeit befand sich an der Kreuzung der alten Wegeverbindungen von Kornelimünster nach Lichtenbusch sowie von Walheim nach Oberforstbach eine kleinere Kapelle beziehungsweise früher nur ein Bildstock, wo sich die Bewohner der zu jener Zeit ländlichen Weiler Schleckheim und Nütheim zum gemeinsamen Gebet trafen. Dieser Bau wurde 1646 mit eigenen Mitteln der Anwohner durch einen neuen Kapellenbau ersetzt. Ein Hinweis hierzu findet sich in einem alten Sterbebuch von Kornelimünster, in dem geschrieben steht: 

„Anno 1646 ist ein new Kapellegen auf der Kohheyden gebawet und dass alde abgebrochen, wie auch allda dieses in einen Stein gehauwet zu sehen ist.“

Dieser beschriebene Stein wurde beim Neubau oberhalb der straßenseitigen Eingangstür der Kapelle eingebaut und trägt als Inschrift das Chronogramm

„VnVs trInVsqVe DoMInVs. IpsI LaVs VIrtVs gLorIa  (Übersetzung: „Der dreieinige Herr, demselben Lob, Kraft, Ehre.“)“

Der Text ist identisch mit der Inschrift einer nicht mehr vorhandenen Glocke der Dreifaltigkeitskapelle sowie einer weiteren, die bis 1881 in der Kirche St. Maria Schmerzhafte Mutter im Walheimer Ortsteil Hahn läutete. Da letztere laut Gutachten von Heinrich Böckeler in der Werkstatt von Franz von Trier gegossen worden war, ist nicht auszuschließen, dass auch die alte Glocke der Schleckheimer Kapelle aus seiner Werkstatt stammte.
Nachdem im Laufe der Jahre die Kapelle wegen der wachsenden Ansiedlung zu beengt geworden war, wurde sie in den Jahren 1933/1934 grundlegend umgebaut und erhielt mit dem Einbau eines Querschiffes ihre heutige Kreuzform. Im Jahr 1972 wurde schließlich noch der Chorraum nach den Regeln des Zweiten Vatikanischen Konzils umgestaltet. In den Jahren 1992/1993 erhielt die Dreifaltigkeitskapelle ihre bisher letzte grundlegende Renovierung.

## Baubeschreibung

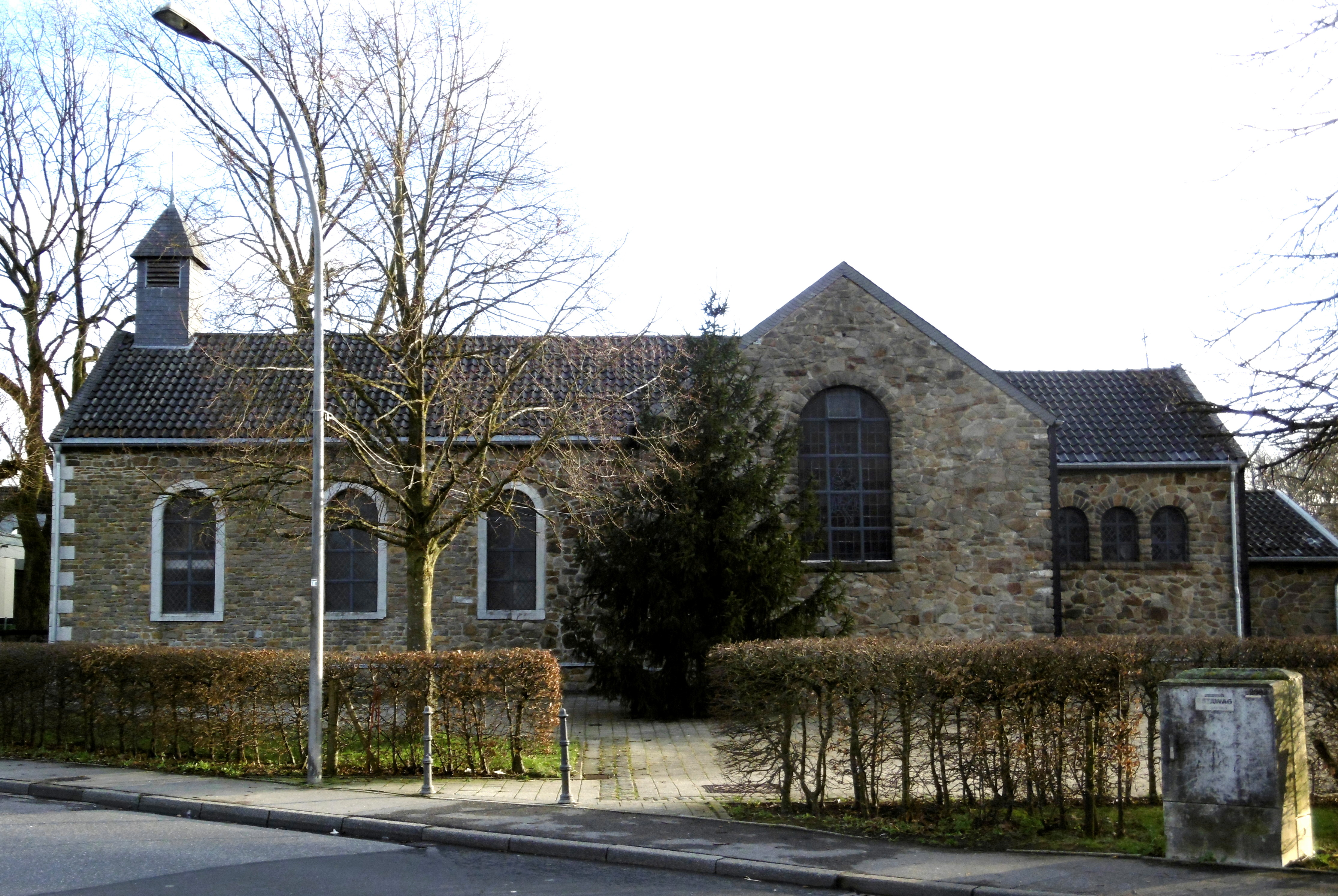
Ansicht von Norden

### Äußeres
Das kreuzförmige Kapellengebäude ist in Bruchsteinbauweise errichtet worden und an seinen Ecken mit Blausteinen quaderförmig verstärkt. Für das nötige Tageslicht sorgen je Seite drei große Rundbogenfenster im Bereich des Chores und eines an den Seiten des Querschiffes sowie drei kleinere im Bereich der Apsis. Die Eingangsfassade wird geprägt durch das vorgebaute rechteckige Eingangsportal mit einem über dem Türsturz aufgesetzten Tympanon, über dem sich wiederum ein kleines Rundbogenfenster und darüber der im Mauerwerk eingelassene Chronogrammstein befinden. Die Eingangstür sowie das Rundbogenfenster in der Frontfassade und die Fenster im Chor sind mit Blausteinenrahmen eingefasst. Auf dem Giebel der Frontseite sitzt als Aufhängung für die Glocke ein kleiner gemauerter und mit Schieferplatten geschützter viereckiger Dachreiter mit seitlichen Schallluken und aufgesetztem Kreuz mit einem Wetterhahn.

### Inneres
Nach der Umgestaltung 1993 wurde der Innenbereich der Kapelle neu aufgeteilt und mit einer neuen Orgel an der Stirnwand des Chores ausgestattet. 

#### Altarretabel
Mittelpunkt ist nun die neu gestaltete Altarinsel mit einem um 1470/1480 in Brüssel angefertigten Retabel, das sich bis zur Säkularisation der Reichsabtei Kornelimünster in der dortigen St. Gangolph-Kapelle befand. Es ist 192 cm hoch und 205 cm breit und besteht aus einem dreigliedrigen Schrein aus Eichenholz mit erhöhtem Mittelfach. In Form eines Triptychons sind drei teils gemalte, teils geschnitzte Themen aus der Weihnachtsgeschichte dargestellt: im linken Teil die Geburt Christi, im mittleren die Anbetung der Heiligen Drei Könige und im rechten Teil die Beschneidung im Tempel. Die Fächer sind durch aufwändiges Schnitzwerk auf zwei flankierenden Säulen gegliedert. Ursprünglich befanden sich über den Figuren geschnitzte Baldachine, die zwar erhalten, jedoch nicht mehr angebracht sind. Als eines der wenigen erhaltenen gebliebenen spätgotischen Retabeln im Rheinland wurde es durch die Deutsche Stiftung Denkmalschutz dank Spenden und Mitteln von WestLotto und aus der Glücksspirale für die Konservierung und Restaurierung mit 15.000 Euro gefördert. Nach dreijährigen Arbeiten wurde die Fertigstellung und Rückkehr des Retabels am 26. April 2015 mit einem feierlichen Pontifikalamt gewürdigt.

### Weiteres
Der Zugangsweg vor der Kirche wurde als Kriegsopfer-Gedenkstätte gestaltet, indem beiderseits des Weges in einer halbhohen Mauer Grabtafeln mit den Namen der Opfer beider Weltkriege eingelassen sind.